# (36929) 2000 SB217
2000 SB217 (asteroide 36929) é um asteroide da cintura principal. Possui uma excentricidade de 0.11126770 e uma inclinação de 13.94868º.
Este asteroide foi descoberto no dia 26 de setembro de 2000 por LINEAR em Socorro.